# Sampangagung
Sampangagung is een bestuurslaag in het regentschap Mojokerto van de provincie Oost-Java, Indonesië. Sampangagung telt 3995 inwoners (volkstelling 2010).